# احمد مهذب
حاج سید احمد مهذب‌الدوله (۱۲۶۲ فسا - ۱۳۳۶ شیراز) نویسنده و مترجم، استاد فقه و اصول در حوزه و دانشگاه، سیاستمدار مشروطه‌خواه و نماینده مجلس شورای ملی بود.
پدرش حاج میرزا سید حسن حسنی فسائی از روحانیون فارس بود. خودش نیز در مدرسه منصوریه شیراز تحصیلات دینی کرد که نیاکانش بنا کرده بودند. سپس به کار تدریس در همین مدرسه پرداخت و متولی چند موقوفه و ملقب به مهذب‌الدوله شد. در کنار تدریس فقه و اصول دانش روز را نیز آموخت. 
با به راه افتادن نهضت مشروطه، مهذب‌الدوله به مشروطه‌خواهان پیوست و در سال ۱۲۹۳ خورشیدی به نمایندگی شیراز در مجلس شورای ملی انتخاب شد (دوره سوم). سال بعد با پیشروی ارتش روسیه بسوی تهران در جریان جنگ جهانی اول، مجلس نیمه‌کاره تعطیل شد و مهذب‌الدوله به شیراز بازگشت و به تدریس و رسیدگی به املاک خود ادامه داد. 
پس از تأسیس دانشکده معقول و منقول دانشگاه تهران، مهذب به استادی این دانشکده برگزیده شد و در سال ۱۳۱۸ بار دیگر به نمایندگی از شیراز مجلس شورای ملی راه یافت (دوره دوازدهم). در دوره بعد نیز کرسی خود را حفظ کرد و پس از پایان این دوره در سال ۱۳۲۲ به شیراز بازگشت و به تدریس در حوزه و ملکداری و کشاورزی و تألیف و ترجمه پرداخت.
پسرش دکتر جواد مهذب بعدها نماینده مجلس شورای ملی و معاون وزارت آموزش و پرورش شد.

## برخی آثار
- امروز مسلمین
- عالم نو اسلام
- تکمله فارسنامه ناصری
- ترجمه زن امروزی نوشته قاسم امین
- ترجمه زن و آزادی (تحریر المرئة)